# Багмара
Багмара (бенг. বাঘমারা, англ. Bagmara) — город на северо-западе Бангладеш, административный центр одноимённого подокруга. Расположен на берегах реки Фикинни. Площадь города равна 3,84 км². По данным переписи 2001 года, в городе проживало 16 289 человек, из которых мужчины составляли 51,13 %, женщины — соответственно 48,87 %. Плотность населения равнялась 4242 чел. на 1 км². Уровень грамотности населения составлял 40 % (при среднем по Бангладеш показателе 43,1 %).